# Edward Fitzgerald
 Ikke at forveksle med lord Edward Fitzgerald.
Edward Fitzgerald (31 marts 1809—14. juni 1883) var en engelsk forfatter.
Fitzgerald blev 1826 immatrikuleret ved Cambridge, hvor han blev ven med Thackeray, senere med Tennyson. 1830 forlod han universitetet og opholdt sig en kort tid i Paris, vendte tilbage til England og slog sig ned i sin fødeegn Suffolk, hvor han levede et yderst tilbagetrukket liv, der i de sidste år nærmede sig en eneboers. Hans originale produktion er meget lille. "Jeg véd", siger han, "at jeg kunde skrive bind på bind lige så godt som den dynge herrer, der rasper af sig, men det forekommer mig, at medmindre man kan gøre det bedre, må man helst slet ikke gøre det". Hans første originale arbejde var dialogen Euphranor (1851), om opdragelse, med Cambridge-egnens natur som baggrund. 1852 fulgte Polonius, wise saws and modern instances, en samling aforismer; 1853 udgav han Six Dramas of Calderon, der senere fulgtes af endnu to; de er alle gendigtning, ikke oversættelse, idet Fitzgerald stryger og indskyder, som det passer ham. Dette gælder i endnu højere grad om det værk, hvorpå hans berømmelse hviler: The Rubáiyàt of Omar Khayyám (1859), i sin endelige form 101 små firelinjede strofer. Sjældent har en berømmelse og en betydelig indflydelse hvilet på et kvantitativt så ringe grundlag. Når det dog er blevet tilfældet, beror det vel på, at det livssyn, der gør de 101 strofer til én enhed, har givet et artistisk fuldkomment udtryk for stemninger, der var stærke i tiden, og som vi finder både hos Clough og Arnold og mange andre, nemlig: "Der var den dør, som jeg ingen nøgle havde til; der var det slør, som jeg ikke mægtede at se igennem. En stakket stund snakkedes der lidt om mig og dig, og så — ikke mere om dig og mig."